# Ada van Randwijk-Henstra
Arentje „Ada“ Margrieta Henstra (24. Oktober 1911 in Veere; † 15. Oktober 2013 in Amsterdam), besser bekannt als Ada van Randwijk-Henstra, war eine niederländische Lehrerin und während des Zweiten Weltkriegs für die Widerstandszeitung Vrij Nederland aktiv.

## Werdegang
Ada Henstra wurde als Tochter des Schleusenwärters Jan Henstra (1879–1960) und von Wilhelmina Wielemaker (1884–1977) in Veere geboren, verbrachte aber den größten Teil ihrer Kindheit in Arkel in der Gemeinde Molenlanden und in Gorinchem, wo ihr Vater Schleusenwärter war. 1916 ertrank ihr älterer Bruder Jan (1907–1916) in der Schleuse. Sie blieb das einzige Kind ihrer friesischen Eltern, die nach dem Ersten Weltkrieg österreichische Kinder bei sich aufnahmen, um ihnen bei der Genesung zu helfen. Ihr Vater war Mennonit, aber nicht religiös, ihre Mutter sorgte für eine niederländisch-reformiert Erziehung. Sie besuchte die weiterführende Schule in Gorinchem. 1926 lernte Ada Henstra mit fünfzehn Jahren während des jährlichen Pferdemarkts in Gorinchem den zwei Jahre älteren späteren Dichter, Journalisten und Schriftsteller Hendrik Mattheus van Randwijk (1909–1966) kennen. Sie setzte ihre Ausbildung am christlichen Lehrerseminar fort. Dieselbe pädagogische Hochschule besuchte auch Henk van Randwijk, doch weitere Berührungspunkte hatten sie nicht. Dies änderte sich erst, als Ada Henstra im Herbst 1928 Mitglied im Chor des Friesenbundes wurde, in dem auch Henk van Randwijk sang.
Ada Henstra und Henk van Randwijk wurden ein Paar, heirateten Ende Mai 1935 in Purmerend und zogen in ein Pfarrhaus am Het Laantje in Werkendam, wo er als Lehrer arbeitete. Ende der 1930er Jahre empfanden sie das Leben in der Provinzstadt als zunehmend bedrückend und die Nachfragwen zu ihrem unerfüllten Kinderwunsch als belastend. Im Jahr 1937 zog das Paar in ein geräumiges Haus an der Stadionkade in Amsterdam-Zuid. Henk van Randwijk unterrichtete an der Eben-Haëzerschool an der Lijnbaansgracht im Jordaan, während Ada van Randwijk-Henstra als verheiratete Frau Schwierigkeiten hatte, eine Anstellung zu finden, da bei frei werdenden Stellen Männer bevorzugt berücksichtigt wurden. So arbeitete sie regelmäßig heimlich als Aushilfslehrerin an der Eben-Haëzer-Schule für mittellose Kinder. Das Paar umgab sich mit Freunden aus christlichen Kreisen, die kirchenkritisch, pazifistisch und teilweise sozialistisch eingestellt waren.

## Tätigkeit im Widerstand
Nach der Besetzung der Niederlande und dem Februarstreik 1941, der eine Wende für Ada und Henk van Randwijk darstellte, beschlossen sie, sich dem niederländischen Widerstand gegen die deutschen Besatzer anzuschließen. Ab dem Sommer 1941 engagierten sie sich bei der illegalen Widerstandszeitung Vrij Nederland. Im März 1942 durchsuchte der Sicherheitsdienst (SD) unter Führung von Friedrich Viebahn ihr Haus. Ada van Randwijk-Henstra war allein zu Hause, schaffte es aber durch einen Trick, belastende Papiere zu verstecken und einen falschen Personalausweis in ihrer Unterwäsche zu verbergen. Als ihr Mann nach Hause kam, wurde er verhaftet und zum Hauptquartier des Sicherheitsdienstes (SD) in der Euterpestraat gebracht. Sie sprach mehrmals bei Viebahn vor und nach sechs Wochen kam ihr Mann frei. Das Paar tauchte zunächst bei Freunden im nahegelegenen Marathonweg unter, danach in einem von der Vrij Nederland-Gruppe gemieteten Haus in Den Haag. Bei einem Treffen der Mitarbeiter von Vrij Nederland im Haus von Gesina van der Molen in Noordwijk im Juni 1942 wurden sie erneut verhaftet. Ada van Randwijk-Henstra wurde nach einem Tag freigelassen, ihr Mann zum Verhör nach Arnhem gebracht und später ebenfalls freigelassen.
Erneut verhaftet wurde sie im Februar 1943, als sie im Verteilungsbüro von Vrij Nederland in der Dufaystraat Lebensmittelmarken abholen wollte. Sie wurde erst in das Gefängnis in der Euterpestraat gebracht und am selben Tag in das Scheveninger Gefängnis Oranjehotel verlegt, wo sie mehrere Wochen über ihren Mann und die Gruppe von Vrij Nederland verhört wurde, ohne Informationen preiszugeben. Die Deutschen hofften vergeblich, dass Henk van Randwijk sich stellen würde, nachdem sie seine Frau verhaftet hatten, und ließen sie schließlich frei. Nach ihrer Freilassung zogen Ada van Randwijk-Henstra und ihr Mann in die Prinsengracht 21, ein Kanalhaus im Besitz von Reverend G. Oorthuys. Von diesem neuen Versteck aus führte sie gemeinsam mit ihrem Mann ihre Arbeit im Widerstand für Vrij Nederland fort. Unter anderem verbreitete sie Botschaften für den Widerstand, die sie zusammenrollte und in ihrem Haar versteckte. Gemeinsam waren sie während der Besatzung eine der treibenden Kräfte hinter der illegalen Zeitschrift Vrij Nederland.

## Weiteres Leben
Nach dem Krieg zog sich Ada van Randwijk-Henstra 1945 aus Vrij Nederland zurück. Sie begann, Frauen von NSB-Mitgliedern bei ihrer Rückkehr in die Gesellschaft zu begleiten und besuchte Vorlesungen an der Vrije Universiteit Amsterdam, um in der Sonderpädagogik mit Kindern mit Behinderungen zu arbeiten. Sie wurde bald nach der Gründung 1946 Mitglied der Partij van de Arbeid. Sie war auch Mitglied des Soroptimist Club Waterland.
Im Jahr 1960 zog Ada van Randwijk-Henstra mit ihrem Mann in ein Haus in Ilpendam, das ihren Eltern gehört hatte. Nach dem Tod ihres Mannes im Jahr 1966 wurde ihr Haus zu einem Treffpunkt ehemaliger Widerstandskämpfer von Vrij Nederland, Trouw und Het Parool. Die Annahme des Verzetskruis verweigerte sie mit der Begründung, dass sie nicht für das niederländische Königshaus, sondern für ein freies Niederland gekämpft habe. Bis zu ihrer Pensionierung arbeitete sie in der Sonderpädagogik. Im Jahr 2003 zog sie in ein Pflegeheim in Buitenveldert, wo sie 2013 starb.